# Ołeksandr Czernecki
Ołeksandr Stepanowycz Czernecki (ukr. Олександр Степанович Чернецький; ur. 17 lutego 1984) – ukraiński zapaśnik walczący w stylu klasycznym. Dwukrotny olimpijczyk. Dziewiąty w Rio de Janeiro 2016 w kategorii 130 kg i siedemnasty w Pekinie 2008 w wadze 120 kg.
Brązowy medalista mistrzostw świata w 2015. Zdobył srebrny medal na mistrzostwach Europy w 2016 i brązowy w 2006. Pierwszy w Pucharze Świata w 2007 i szósty w 2017. Srebrny medalista igrzysk wojskowych w 2015 i piąty w 2019. Mistrz świata wojskowych w 2008 roku.